# نديم أسلم
نديم أسلم Nadeem Aslam (من مواليد 11 يوليو 1966 في جوجرانوالا في باكستان)  هو روائي بريطاني باكستاني.
فازت روايته الأولى «موسم طيور المطر» بجائزة بيتي تراسك، وجائزة الرواية الأولى من نادي المؤلفين.
فازت روايته الثانية «خرائط العشاق المفقودين» التي نالت استحسانا كبيرا، بجائزة إنكور (التي تمنح لأفضل ثاني رواية) وجائزة كيرياما. كما رشحت لجائزة دبلن الأدبية الدولية.
وصفه كولم توبين بأنه «واحد من أكثر الروائيين البريطانيين إثارة وجدية من بين المعاصرين».

## أعماله
- موسم طيور المطر (1993)
- خرائط العشاق المفقودين (2004)
- حلم اليقظة الضائع (2008)
- ليلى في البرية - (قصة قصيرة) نُشرت في (2010)
- حديقة الرجل الأعمى (2013)
- الأسطورة الذهبية (2017)